# Punta di Mottiscia
La Punta di Mottiscia (3.181 m s.l.m. - in tedesco Hillehorn) è una montagna delle Alpi del Monte Leone e del San Gottardo nelle Alpi Lepontine.

## Descrizione
Si trova nello svizzero Canton Vallese a nord-est del Passo del Sempione e non lontano dal confine con l'Italia, poco ad nord-est della Punta del Rebbio.